# Lhasa
| Lhasa vom Potala-Palast               |                                                    |
| Staat                                 | Autonomes Gebiet Tibet, Volksrepublik China        |
| Verwaltungstyp                        | Bezirksfreie Stadt                                 |
| Zeitzone                              | China Standard Time (CST) UTC+8 (keine Sommerzeit) |
| Höhe                                  | 3650 m                                             |
| Fläche                                | 31.662 km²                                         |
| Bevölkerung                           | 867.891 (2020)                                     |
| Bevölkerungsdichte                    | 29 Einwohner/km²                                   |
| Postleitzahl                          | 891                                                |
| Gliederung auf Kreisebene:            | 1 Stadtbezirk, 7 Kreise                            |
| Gliederung auf Gemeindeebene:         | 6 Straßenviertel, 4 Gemeinden                      |
| Vorwahl                               | (+86) 891                                          |
| Offizielle Website                    | www.lasa.gov.cn                                    |
| Politik                               |                                                    |
| Bürgermeister:                        | Doje Cezhug                                        |
|                                       |                                                    |
| Koordinaten: 29° 39′ N, 91° 8′ OLhasa |                                                    |

Lhasa (tibetisch ལྷ་ས་ Wylie lha sa, auch Lasa; chinesisch 拉薩 / 拉萨, Pinyin Lāsà) ist die Hauptstadt des Autonomen Gebiets Tibet der Volksrepublik China.
Sie liegt in einem Hochgebirgstal und wurde bei einem Tempel begründet. Noch heute hat sie große religiöse Bedeutung und beherbergt viele Mönche. Eine wichtige Sehenswürdigkeit ist der Potala-Palast (der ehemalige Palast des Dalai Lama). Die Gründungsgeschichte geht vermutlich auf das Jahr 653 zurück, als der Jokhang-Tempel errichtet wurde. Die Stadterhebung erfolgte 1960. Seit 2006 ist die Stadt an das chinesische Eisenbahnnetz angebunden. Die mehrheitlich von Tibetern bewohnte Stadt hat im inneren Stadtbezirk einen Han-Bevölkerungsanteil von rund einem Drittel.

## Geografie
Lhasa befindet sich im Transhimalaya-Gebirge. Es liegt etwa auf 3600 m Meereshöhe im Tal des Lhasa He (tib.: lha sa gtsang po), einem Nebenfluss des Yarlung Zangbo. Die Stadt liegt an dessen nördlichem Ufer und erstreckt sich heute in west-östlicher Richtung über mehr als 10 Kilometer.

## Administrative und ethnische Gliederung Lhasas
Nach 1950 wuchs die Einwohnerzahl und die Fläche von Lhasa sprunghaft an. Lebten um 1950 nur 20.000 bis 25.000 Menschen in der Stadt, und dies auf einer Fläche von nur 3 km² vor dem Potala-Palast, und dazu noch 15.000 bis 20.000 Mönche in den umgebenden Klöstern, so waren es im Jahr 2000 schon nahezu 475.000 Menschen und mittlerweile fast eine Million. Fast die Hälfte der Bevölkerung Lhasas lebt im Stadtbezirk Chengguan (Thrinkönchü). Dieser Bezirk umfasst den städtischen Bereich Lhasas (d. h. die eigentliche Stadt).

### Administrative Gliederung Lhasas
Das Verwaltungsgebiet der Stadt, bestehend aus dem Stadtbezirk Chengguan (Thrinkönchü, „Innenstadt“), zwei weiteren Stadtbezirken und fünf Kreisen, hat eine Gesamtfläche von 31.662 km² und laut Zensus (2020) 867.891 Einwohner (Bevölkerungsdichte: 29 Einwohner/km²).
- Stadtbezirk Chengguan (tib: ཁྲིན་ཀོན་ཆུས, khrin kon chus, Thrinkönchü, „Innenstadt“, chines. 城关区 Chéngguān Qū)
- Stadtbezirk Doilungdêqên (tib.: སྟོད་ལུང་བདེ་ཆེན་ཆུས, stod lung bde chen chus, 堆龙德庆区 Duīlóngdéqìng Qū), Hauptort: Großgemeinde Donggar (东嘎镇),
- Stadtbezirk Dagzê (tib.: སྟག་རྩེ་ཆུས, stag rtse chus, 达孜区 Dázī Qū), Hauptort: Großgemeinde Dêqên (德庆镇),
- der Kreis Lhünzhub (tib.: ལྷུན་གྲུབ་རྫོང, lhun grub rdzong, Lhündrub Dzong, 林周县 Línzhōu Xiàn), Hauptort: Großgemeinde Ganqoin (甘曲镇),
- der Kreis Damxung (tib.: འདམ་གཞུང་རྫོང, ´dam gzhung rdzon, Damshung Dzong, 当雄县 Dāngxióng Xiàn), Hauptort: Gemeinde Gungthang (公塘乡),
- der Kreis Nyêmo (tib.: འདམ་གཞུང་རྫོང, sne mo rdzong, Nyemo Dzong, 尼木县 Nímù Xiàn), Hauptort: Großgemeinde Tarrong (塔荣镇),
- der Kreis Qüxü (tib.: ཆུ་ཤུར་རྫོང, chu shur rdzong, Chushur Dzong, 曲水县 Qūshuǐ Xiàn), Hauptort: Großgemeinde Qüxü (曲水镇),
- der Kreis Maizhokunggar (tib.: མལ་གྲོ་གུང་དཀར་རྫོང, mal gro gung dkar rdzong, Meldro Gungkar Dzong, 墨竹工卡县 Mòzhúgōngkǎ Xiàn), Hauptort: Großgemeinde Gungkar (工卡镇).

### Ethnische Gliederung der Bevölkerung

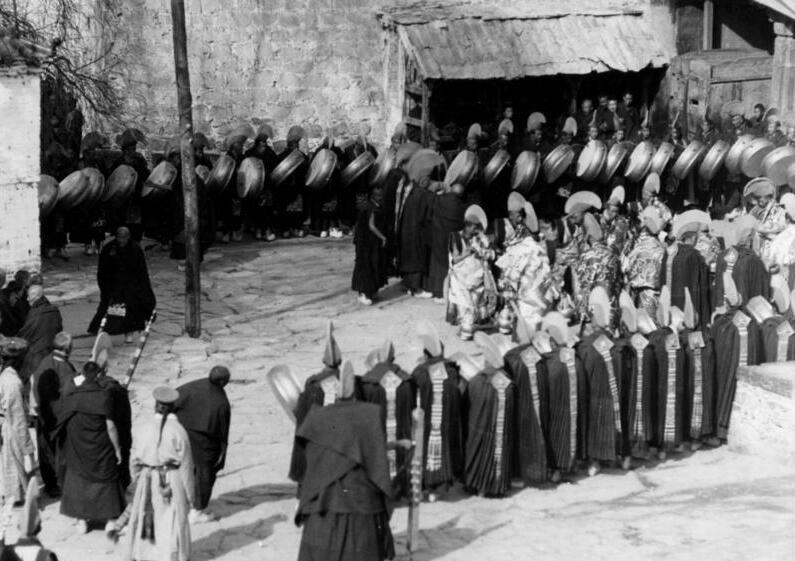
Mönche in Lhasa beim Neujahrsfest Losar, 1938

Die Gesamtbevölkerung von Lhasa (Stadt) betrug im Jahr 2000 521.500 Einwohner. Gemäß der Volkszählung im November 2000 ist die ethnische Verteilung im Stadtgebiet von Lhasa folgendermaßen (Armeeangehörige sind in dieser Zählung ausgenommen):
| Ethnische Gruppen in Lhasa auf der Ebene der bezirksfreien Stadt | Ethnische Gruppen in Lhasa auf der Ebene der bezirksfreien Stadt | Ethnische Gruppen in Lhasa auf der Ebene der bezirksfreien Stadt | Ethnische Gruppen in Lhasa auf der Ebene der bezirksfreien Stadt | Ethnische Gruppen in Lhasa auf der Ebene der bezirksfreien Stadt | Ethnische Gruppen in Lhasa auf der Ebene der bezirksfreien Stadt | Ethnische Gruppen in Lhasa auf der Ebene der bezirksfreien Stadt | Ethnische Gruppen in Lhasa auf der Ebene der bezirksfreien Stadt |
|                                                                  | Total                                                            | Tibeter                                                          | Tibeter                                                          | Han                                                              | Han                                                              | andere                                                           | andere                                                           |
| Lhasa insgesamt                                                  | 474.499                                                          | 387.124                                                          | 81,6 %                                                           | 80.584                                                           | 17,0 %                                                           | 6.791                                                            | 1,4 %                                                            |
| ---------------------------------------------------------------- | ---------------------------------------------------------------- | ---------------------------------------------------------------- | ---------------------------------------------------------------- | ---------------------------------------------------------------- | ---------------------------------------------------------------- | ---------------------------------------------------------------- | ---------------------------------------------------------------- |
| Stadtbezirk Chengguan                                            | 223.001                                                          | 140.387                                                          | 63,0 %                                                           | 76.581                                                           | 34,3 %                                                           | 6.033                                                            | 2,7 %                                                            |
| Kreis Lhünzhub                                                   | 50.895                                                           | 50.335                                                           | 98,9 %                                                           | 419                                                              | 0,8 %                                                            | 141                                                              | 0,3 %                                                            |
| Kreis Damxung                                                    | 39.169                                                           | 38.689                                                           | 98,8 %                                                           | 347                                                              | 0,9 %                                                            | 133                                                              | 0,3 %                                                            |
| Kreis Nyêmo                                                      | 27.375                                                           | 27.138                                                           | 99,1 %                                                           | 191                                                              | 0,7 %                                                            | 46                                                               | 0,2 %                                                            |
| Kreis Qüxü                                                       | 29.690                                                           | 28.891                                                           | 97,3 %                                                           | 746                                                              | 2,5 %                                                            | 53                                                               | 0,2 %                                                            |
| Kreis Doilungdêqên                                               | 40.543                                                           | 38.455                                                           | 94,8 %                                                           | 1.868                                                            | 4,6 %                                                            | 220                                                              | 0,5 %                                                            |
| Kreis Dagzê                                                      | 24.906                                                           | 24.662                                                           | 99,0 %                                                           | 212                                                              | 0,9 %                                                            | 32                                                               | 0,1 %                                                            |
| Kreis Maizhokunggar                                              | 38.920                                                           | 38.567                                                           | 99,1 %                                                           | 220                                                              | 0,6 %                                                            | 133                                                              | 0,3 %                                                            |

Volksgruppen im ganzen Stadtgebiet:
| Name des Volkes | Einwohner | Anteil  |
| --------------- | --------- | ------- |
| Tibeter         | 0387.124  | 81,59 % |
| Han             | 080.584   | 16,98 % |
| Hui             | 04.741    | 01,00 % |
| Bai             | 0 271     | 00,06 % |
| Tu              | 0 252     | 00,05 % |
| Mongolen        | 0 200     | 00,04 % |
| Tujia           | 0 184     | 00,04 % |
| Bouyei          | 0 173     | 00,04 % |
| Sonstige        | 0 970     | 00,20 % |

Der Stadtbezirk Chengguan („Innenstadt“ 城关区) hat eine Fläche von 523 km² und laut Zensus aus dem Jahr 2000 223.001 Einwohner; dies bedeutet eine Bevölkerungsdichte von 426,39 Einwohner/km². Volksgruppen im Detail:
| Name des Volkes | Einwohner | Anteil  |
| --------------- | --------- | ------- |
| Tibeter         | 0140.387  | 62,95 % |
| Han             | 076.581   | 34,34 % |
| Hui             | 04.429    | 01,99 % |
| Tu              | 0 249     | 00,11 % |
| Bai             | 0 248     | 00,11 % |
| Tujia           | 0 179     | 00,08 % |
| Mongolen        | 0 145     | 00,07 % |
| Miao            | 0 101     | 00,05 % |
| Sonstige        | 0 682     | 00,31 % |

## Geschichte

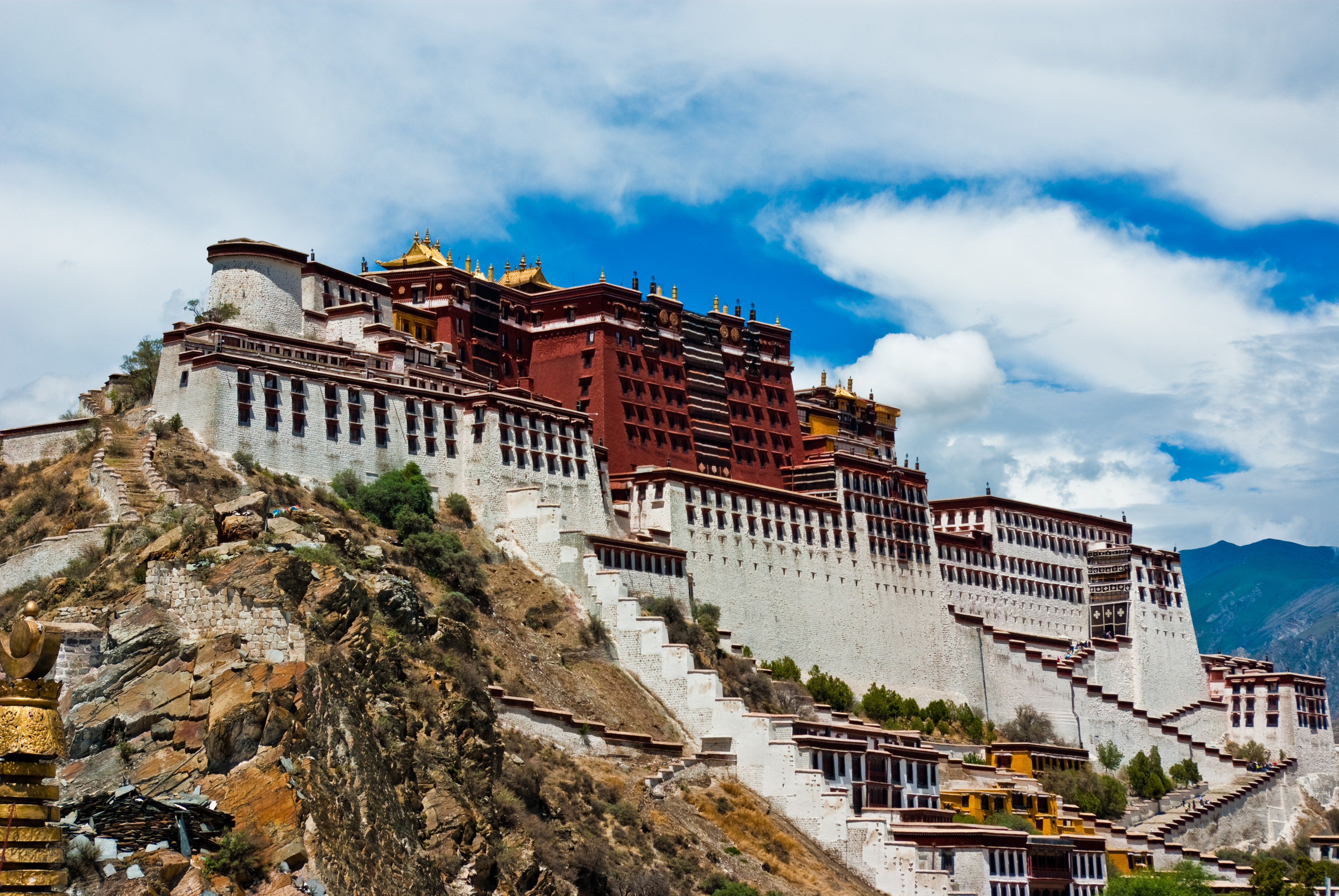
Der Potala-Palast

Die Geschichte Lhasas geht bis in das 7. Jahrhundert zurück. Damals wurden der Jokhang-Tempel, noch heute das religiöse Zentrum der Altstadt von Lhasa, der Ramoche-Tempel sowie der erste Palast des tibetischen Königs Songtsen Gampo (reg. 620–649) auf dem roten Hügel (tib.: dmar-po ri) gegründet. Dieser stand dort, wo sich heute der Potala-Palast befindet. Zwei im Potala gelegene Kapellen, die u. a. der großtibetischen Königslinie gewidmet sind, gelten als Überbleibsel dieses Palastes. Im 15. Jahrhundert baute die buddhistische Gelug-Schule mit Sera, Drepung und Ganden drei Klöster in der Umgebung von Lhasa. Im 17. Jahrhundert wurde der Potala-Palast unter Ngawang Lobsang Gyatsho, dem fünften Dalai Lama, auf dem „Roten Hügel“ neu erbaut, und auch der Jokhang-Tempel wurde vergrößert.
In der ersten Hälfte des 20. Jahrhunderts unternahmen verschiedene westliche Persönlichkeiten Reisen in die Stadt, darunter Francis Younghusband, Alexandra David-Néel, Heinrich Harrer und Peter Aufschnaiter.

## Wortgeschichte des Namens
Der Bedeutung des Namens Lhasa wird heute in der Regel mit tibetisch „Götterort“ angegeben. In der Zeit der Yarlung-Dynastie trug dieser Ort den Namen (tib.:) rva-sa, womit eine umzäunte Weide gemeint war. Möglich ist auch die Interpretation „Ziegenweide“. Darin erinnert auch die Bezeichnung dieses Ortes im heutigen Lhasa-Dialekt. Hier wird der Name mit API ɬ ̄ɛ:s ̄a ausgesprochen, was dem Schrifttibetischen „lhas sa“ entspricht. Dies wiederum hat die Bedeutung „umzäunter Ort“ (rva sa). Letztendlich ist auch zu beachten, dass tib.: lha auch die Bezeichnung für die als göttlich angesehen tibetischen Könige war, so dass Lhasa zunächst als „Ort der Könige“ verstanden wurde und später eine Umdeutung in „Götterort“ erfahren hat.

## Verkehr
Es führen Straßen in die Provinzen Sichuan (Chengdu), Qinghai (Xining) und in das Nachbarland Nepal. Lhasa liegt an der Nationalstraße G318, die von Shanghai über Wuhan, Chengdu, Garzê, Litang, Batang, Markam, Bayi nach Lhasa verläuft und von dort aus weiter über Samzhubzê und Lhazê nach Kathmandu in Nepal bzw. ab Lhazê als G219 über Westtibet bis nach Kargilik bei Yarkant in Xinjiang führt. Außerdem liegt Lhasa am Ende der Nationalstraße G109, die von Peking über Datong, Dongsheng, Lanzhou, den Qinghai-See und Golmud nach Lhasa führt.
Der öffentliche Personennahverkehr erfolgt mit ca. 20 Buslinien, Taxis, privaten Kleinbussen mit festen Routen und Dreiradrikschas.
Seit der am 1. Juli 2006 erfolgten Fertigstellung der Lhasa-Bahn, mit einem Scheitelpunkt von 5072 m höchste Eisenbahnstrecke der Welt und dem mit 5068 Metern höchstgelegenen Bahnhof, ist Lhasa an das chinesische Eisenbahnnetz angeschlossen. Damit verkürzt sich die Reisezeit von Lhasa nach Peking auf ungefähr fünfzig Stunden. Der Bahnhof Lhasa liegt im Neubaugebiet am Südufer des Lhasa He. Am 15. August 2014 wurde eine 253 Kilometer lange Verlängerung nach Xigazê in Betrieb genommen. Im Juni 2021 wurde eine 435 Kilometer lange Strecke zwischen Lhasa und Nyingchi in Betrieb genommen. Diese Linie ist der westliche Streckenabschnitt der zukünftigen Sichuan-Tibet-Bahn.
Der Flughafen von Lhasa liegt 45 km in südlicher Richtung im Kreis Gongkar.

## Bildung
Die 1985 gegründete Universität Tibet sowie die Universität für tibetische Medizin befinden sich in Lhasa.

## Kultur und Sehenswürdigkeiten
Nach der Tradition des Tibetischen Buddhismus gibt es in Lhasa drei konzentrische Pilgerrouten. Die innerste Route, Nangkhor, umfasst einen Rundgang im Innenhof des Jokhang-Tempels. Die mittlere Route heißt Barkhor und umfasst einen Rundgang um den Jokhang-Tempel sowie weiteren Klöstern und Tempeln in der Altstadt. Die äußerste Route, Lingkhor genannt, folgt den früheren Stadtgrenzen. Dieser Teil der Altstadt ist heute auch touristisch erschlossen.
Das 1999 eröffnete Tibet-Museum zeigt mehr als 30.000 Ausstellungsstücke aus der tibetischen Kultur (vgl. Buddhistische Kunst).

## Galerie

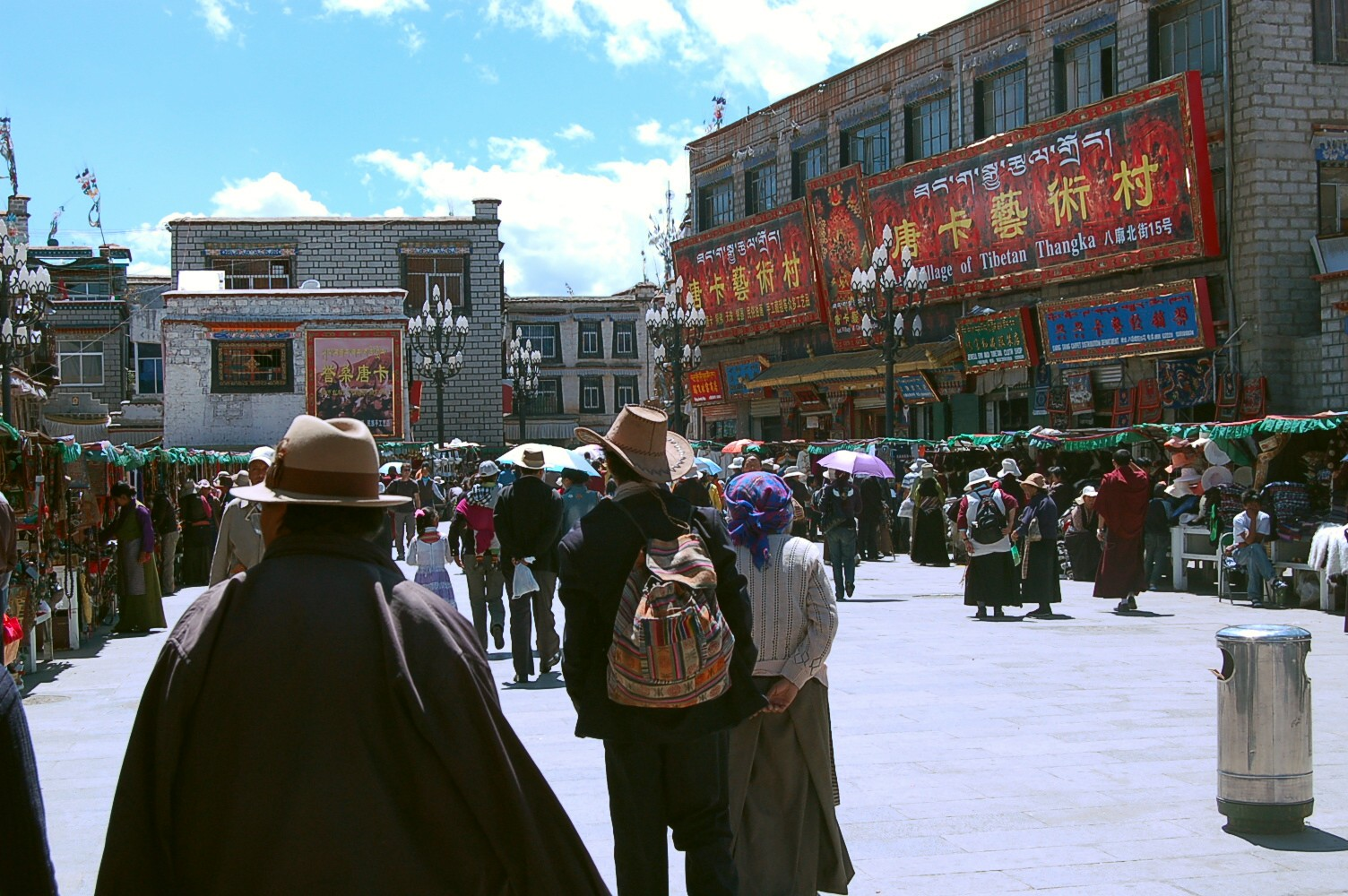
Der Barkhor im Jahre 2007
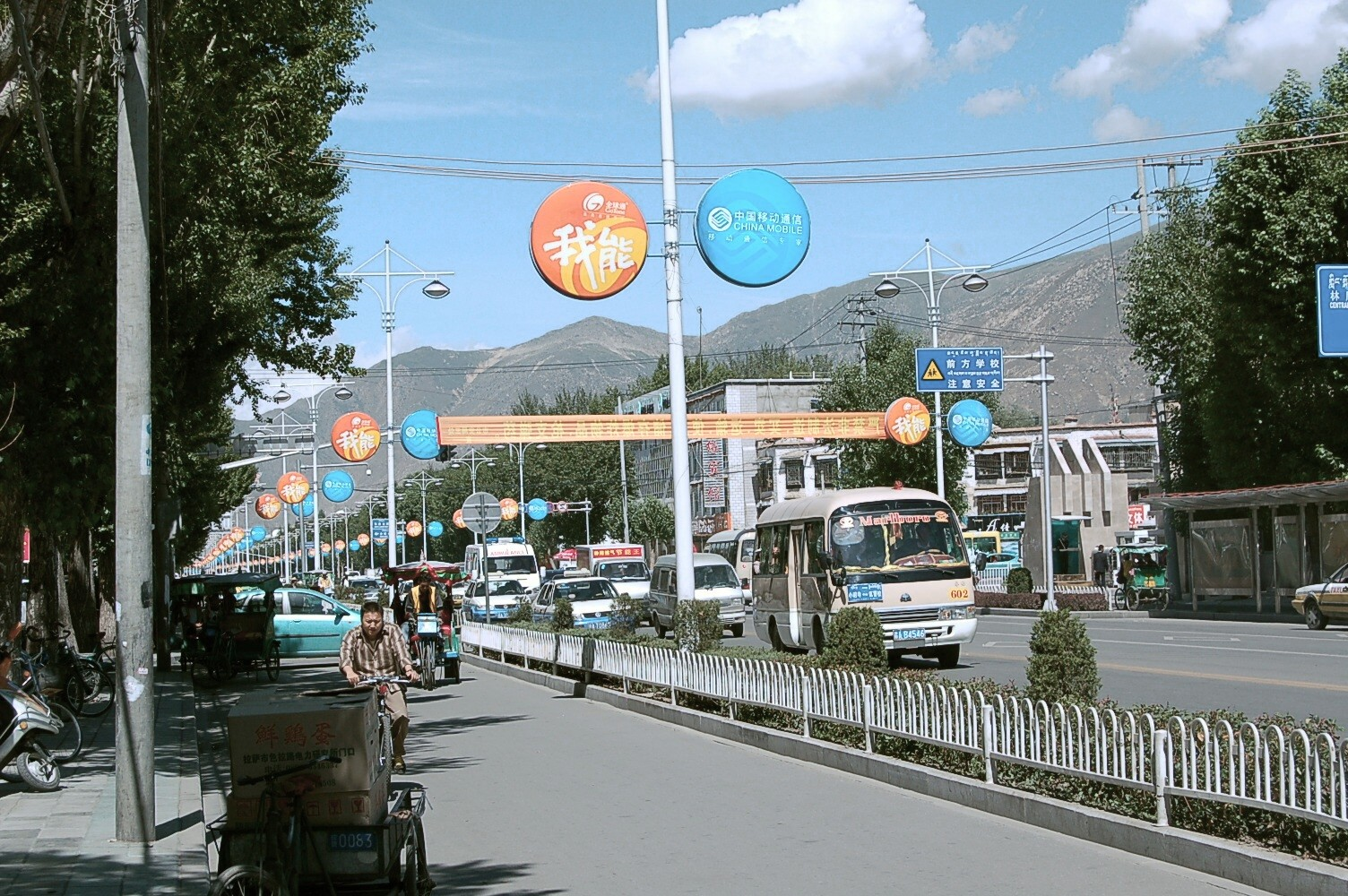
Der Linkhor im Jahre 2007
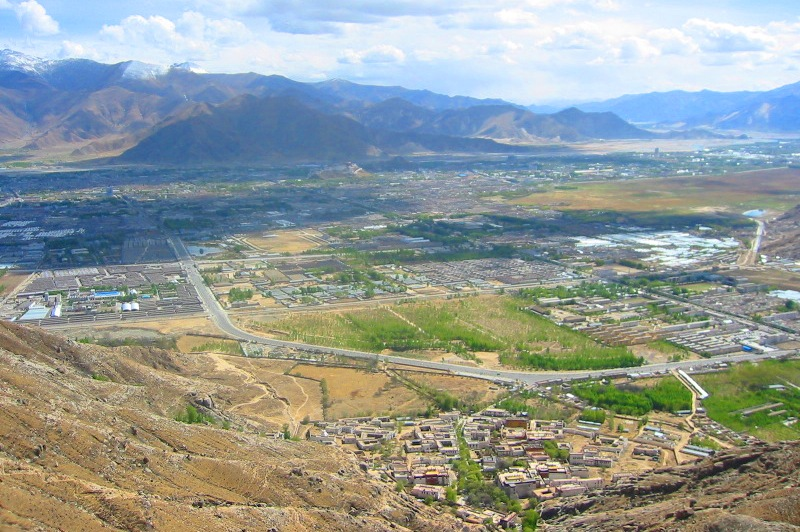
Lhasa
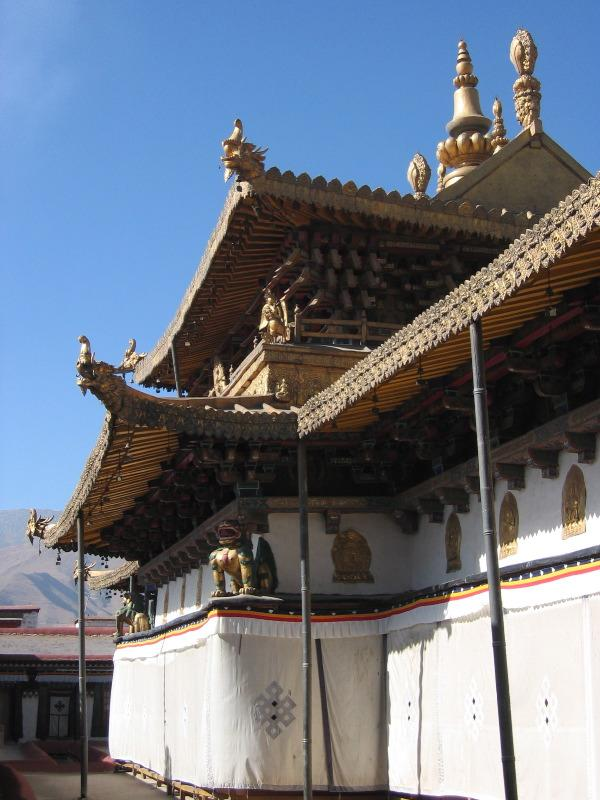
Dach des Potala-Palastes
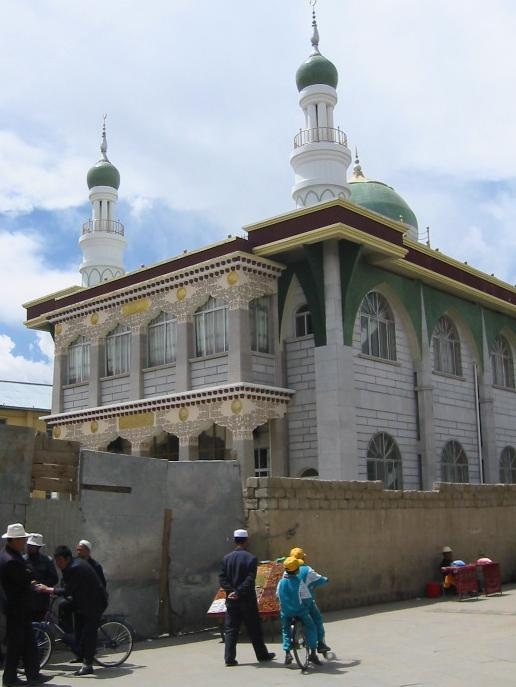
Eine Moschee in Lhasa
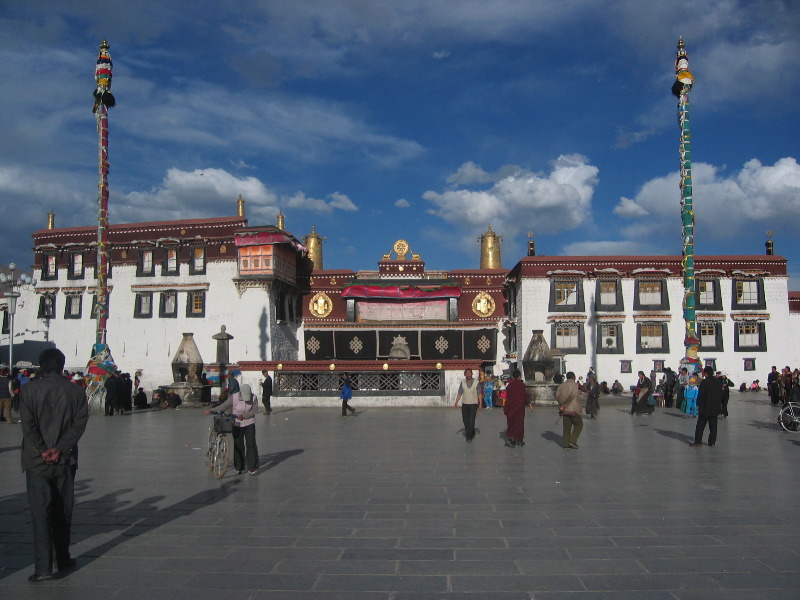
Der Jokhang-Tempel in Lhasa
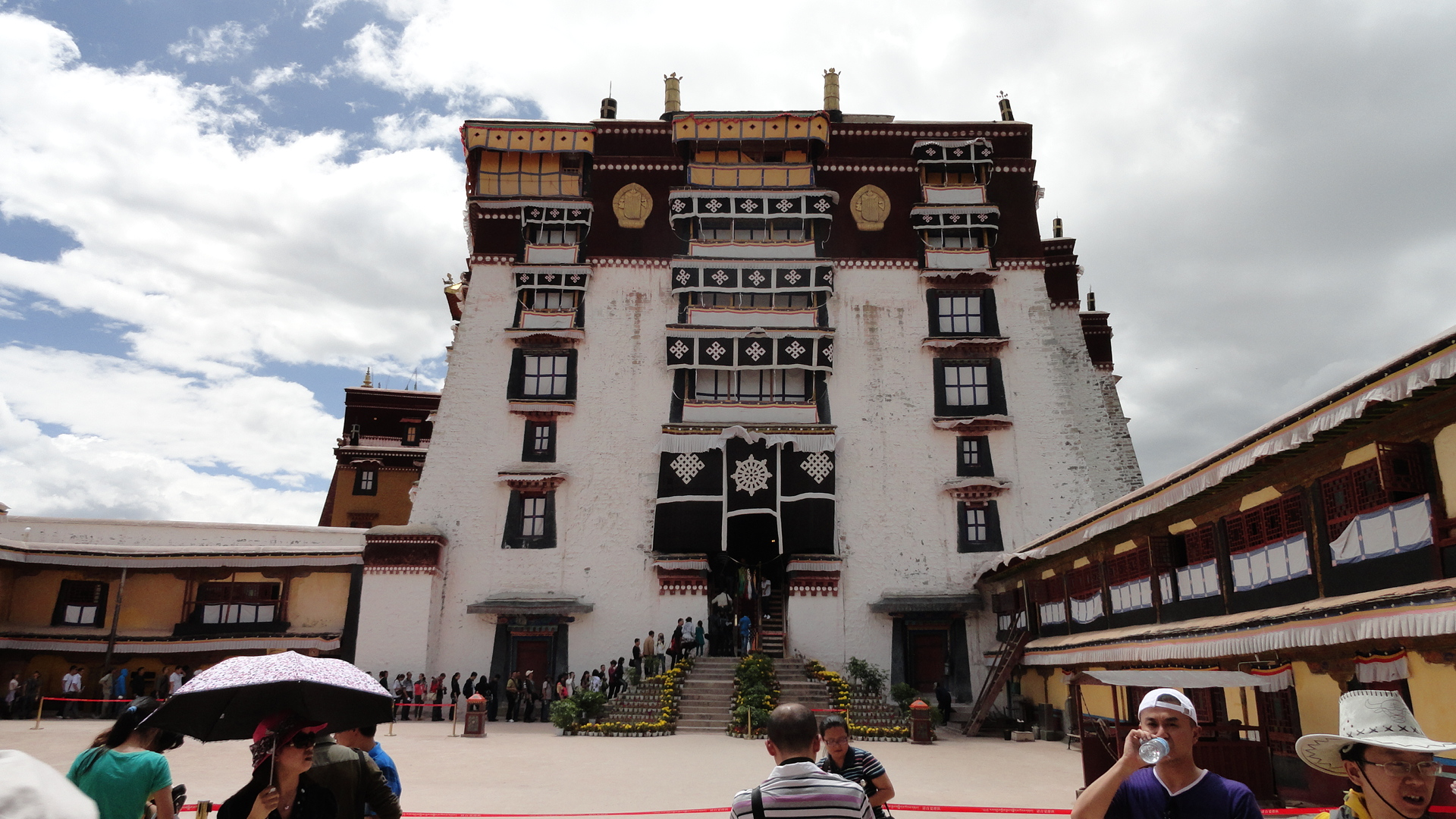
Innenhof des Potala-Palasts

## Klima
In Lhasa herrscht nach der Köppen-Geiger-Klassifikation ein sinisches Klima mit warmen Sommern (Cwb).
|                       | Jan   | Feb  | Mär  | Apr  | Mai  | Jun  | Jul  | Aug  | Sep  | Okt  | Nov  | Dez  |   |      |
| Mittl. Tagesmax. (°C) | 6,9   | 9,0  | 12,1 | 15,6 | 19,3 | 22,7 | 22,1 | 21,1 | 19,7 | 16,3 | 11,2 | 7,7  | ⌀ | 15,3 |
| Mittl. Tagesmin. (°C) | −10,1 | −6,8 | −3,0 | 0,9  | 5,0  | 9,3  | 10,1 | 9,4  | 7,5  | 1,3  | −4,9 | −9,0 | ⌀ | 0,8  |
|                       |       |      |      |      |      |      |      |      |      |      |      |      |   |      |
| Niederschlag (mm)     | 0     | 0    | 2    | 5    | 27   | 72   | 119  | 123  | 58   | 10   | 2    | 1    | Σ | 419  |
|                       |       |      |      |      |      |      |      |      |      |      |      |      |   |      |
| Sonnenstunden (h/d)   | 8,3   | 8,0  | 7,9  | 8,3  | 9,0  | 8,7  | 7,3  | 7,3  | 7,9  | 9,1  | 8,9  | 8,5  | ⌀ | 8,3  |
|                       |       |      |      |      |      |      |      |      |      |      |      |      |   |      |
| Regentage (d)         | 0     | 0    | 0    | 1    | 5    | 10   | 15   | 15   | 10   | 2    | 0    | 0    | Σ | 58   |
|                       |       |      |      |      |      |      |      |      |      |      |      |      |   |      |
| Luftfeuchtigkeit (%)  | 28    | 26   | 28   | 38   | 42   | 49   | 62   | 65   | 63   | 48   | 37   | 34   | ⌀ | 43,4 |

| −10,1 |

| −6,8 |

| −3,0 |

| 0,9 |

| 5,0 |

| 9,3 |

| 10,1 |

| 9,4 |

| 7,5 |

| 1,3 |

| −4,9 |

| −9,0 |

| −10,1 |

| −6,8 |

| −3,0 |

| 0,9 |

| 5,0 |

| 9,3 |

| 10,1 |

| 9,4 |

| 7,5 |

| 1,3 |

| −4,9 |

| −9,0 |

Das Klima zeichnet sich vor allem durch gewaltige Temperaturschwankungen zwischen Tag und Nacht aus.